# 서사극
서사극(敍事劇, epic theatre, 독일어: episches Theater)은 독일의 극작가 베르톨트 브레히트가 주창한 연극 이론이다. 관객에게 카타르시스를 경험하게 하는 아리스토텔레스의 연극론에 대한 대립 개념으로 생겨났다. 브레히트는 사회적 인식을 일깨우는 연극의 교육적, 사회비판적 기능을 우선했다. 따라서 극작품과 연출에서 관객의 감정이입을 막기 위해 여러 시도가 행해지는데, 배우들이 자신의 배역에서 이탈하기도 하며, 스크린 등을 이용해 상황을 객관적으로 설명하기도 한다. 이상의 모든 것은 관객의 무대와 동일시하지 않도록 하여 스스로 비판적 사고를 갖도록 하기 위해 고안된 것이다.

## 같이 보기
- 카릴 처칠
- 다리오 포
- 누벨 바그
- 모더니즘